# Carroll Fleming
Carroll Fleming, o Carroll Flemming (Lexington, 1865 – New York, maggio 1930), è stato un librettista e regista statunitense.
Lavorò in teatro e, in seguito, anche nel cinema muto, soprattutto in qualità di regista.

## Biografia
Carroll Fleming nacque circa nel 1865 nel Kentucky. Lavorò per il teatro come attore, regista e librettista di commedie musicali. Il suo nome appare sui programmi di Broadway in alcuni spettacoli di buon successo dei primi anni del Novecento.
Iniziò la sua carriera cinematografica come regista per la Thanhouser, una casa di produzione che aveva la sua sede sulla costa orientale, a New Rochelle. Per la compagnia, fondata e diretta da Edwin Thanhouser, diresse, tra il 1914 e il 1916, sedici film.
Fleming lavorò occasionalmente nel cinema anche come attore e sceneggiatore.
Morì a 65 anni, nel 1930, a New York, nel Bronx.

## Spettacoli teatrali
- The Price of Peace, attore nella commedia drammatica) di Cecil Raleigh (Broadway, 21 marzo 1901- maggio 1901)
- The Raiders (musical), libretto di Carroll Fleming (Broadway, 12 aprile 1905 - 9 dicembre 1905)
- Pioneer Days, di Carroll Fleming (Broadway, 28 novembre 1906 - agosto 1907)
- Bow Sing (musical), libretto di Carroll Fleming (Broadway, 20 marzo 1911 - 16 settembre 1911)
- Around the World (musical), libretto e regia di Carroll Fleming (Broadway, 2 settembre 1911 - 18 maggio 1912)
- Under Many Flags (musical), libretto e regia di Carroll Fleming (Broadway, 31 agosto 1912 - 17 maggio 1913)

## Filmografia

### Regista
- A Seminary Consumed by Flames (1914)
- Kathleen the Irish Rose (1914)
- An Hour of Youth (1914)
- From the Flames (1914)
- Lost: A Union Suit (1914)
- The Substitute (1914)
- The Varsity Race (1914)
- The Diamond of Disaster (1914)
- A Madonna of the Poor (1914)
- The Turning of the Road (1914)
- Mrs. Van Ruyter's Stratagem (1914)
- The Amateur Detective (1914)
- The Reader of Minds (1914)
- In the Jury Room (1915)
- Jealousy (1915)
- Love and Money (1915)

### Attore
- From the Flames, regia di Carroll Fleming (1914)
- The Master Hand, regia di Harley Knoles (1915)
- Milestones, regia di Paul Scardon (1920)

### Sceneggiatore
- The Master Hand, regia di Harley Knoles - lavoro teatrale (1915)
- A Madonna of the Poor, regia di Carroll Fleming (1914)